# Mal Duncan (cómic)
Malcom "Mal" Arnold Duncan, que también ha sido conocido por los alias de Heraldo, Guardián, Hornblower o Vox (recientemente utilizado cuando se unió a Doom Patrol), es un personaje ficticio, creado por Robert Kanigher y Nick Cardy para la editorial DC Comics, reconocido por haber sido miembro de los Teen Titans. Está junto a Pantera Negra, Falcon, John Stewart, Black Lightning entre otros, como uno los primeros superhéroes afroamericanos de las historietas. Mal Duncan debutó por primera vez en las páginas del cómic de los Teen Titans Vol. 1 #70 (marzo-abril de 1970),

## Biografía sobre el personaje ficticio

### Pre-Crisis
Malcolm "Mal" Duncan Se encontraría con los Titanes cuando les salva la vida tras ser estos atacados por una banda callejera llamada los "Hawks Hell" derrotando a su líder en un combate de boxeo. Sería posteriormente reclutado por los Jóvenes Titanes gracias a su intervención, por lo que Mal se sintió indigno debido a su falta de habilidades, y viaja de polizón en un vuelo de un cohete, que casi le cuesta su propia vida. Después de un tiempo, Mal descubre el exoesqueleto que le proporciona la fuerza al traje que tenía el superhéroe Guardián, Jim Harper. Cuando decide colocarse el traje, se convierte en el nuevo Guardián.
Tras asumir el manto Guardián, Mal lucha contra Azrael, el Ángel de la Muerte. Creyendo que era una alucinación, Mal se sorprende al despertarse ante la mística Trompeta de Gabriel. Después de derrotar a Azrael, Mal se le permite vivir, siempre y cuando que nunca vuelva a perder otra pelea. El Cuerno le otorga a Mal unos poderes no especificados, siempre y cuando que las probabilidades estén en su contra durante la batalla. Armado con la Trompeta, Mal asume el alias de Hornblower.
Mal pronto regresaría a su identidad como Guardian, afirmando que demasiadas personas sabían quien era.

### Post-Crisis
Después de los acontecimientos de la Crisis en las Tierras Infinitas, las aventuras de Mal no han sido cambiadas. Sin embargo, en el canon Post-Crisis, nunca tomó la identidad de Guardián, y la Trompeta de Gabriel tuvo un origen muy diferente. Mientras que los otros Titanes estaban en una misión, Mal inadvertidamente libera a un viejo villano, llamado La Gárgola (que con anterioridad era conocido como Mister Twister), del Limbo. Cuando logra detener al villano, pero se encuentra que sus planes eran para poder crear un cuerno de alta tecnología con el que crearía deformaciones en el espacio-tiempo. Con la ayuda de Karen, construye este cuerno tomando la identidad de Heraldo. Sin embargo, La Gárgola le había implantado un virus informático en el cuerno, que hacía que debilitase los límites entre el mundo mortal y el limbo, por lo que él y su maestro, su antítesis, finalmente pudieran escapar. Cuando Mal descubre esto, destruye el cuerno. Por lo anterior, él y Karen (Bumblebee) se retiran de la carrera superheroica, y se mudan a California.
Aunque parecía que fuera la primera introducción del personaje bajo la identidad de Heraldo, había retconneado de lejos a su antigua identidad pre-crisis Hornblower, por lo que más adelante en unas historias escritas por Dan Jurgens sobre la serie de historietas de los Titanes, se menciona que Mal si había usado el nombre de Hornblower.
Durante el crossover JLA /Titanes, Mal adquiere una nueva Trompeta de Gabriel, más adelante, él y su esposa Bumblebee se unen a los Titanes por corta duración. Durante el arco de la historia Titanes del mañana, una versión futura de Mal, se convierte en presidente del este de los Estados Unidos.
Cuando Doctor Light captura a Flecha Verde, tomándolo como rehén y exigiendo ver a los Titanes (como una muestra para tomar venganza del equipo que a menudo lo había humillado), Mal y Bumblebee, así como unas dos docenas de otros ex-Titanes entablan una pelea contra él. Bumblebee posteriormente se unirían a un equipo de héroes reunidos por Donna Troy para embarcarse en una misión siniestra en el espacio profundo durante laos eventos de Crisis Infinita. El grupo finalmente se encontraría con una grieta en el universo causada por Alexander Luthor Jr., que está re-creando al multiverso original y que se encontraba reestructurandolo para poder recrear a una "perfecta" Tierra, cuyo plan llevaría a la muerte a miles de millones de personas, y la todo los series que habitan al mismo Universo tras la primera Crisis del Universo DC. Este equipo de héroes en el espacio fueron capaces de detener temporalmente a Luthor Jr., pero en este caos resultante aparecerían dispersos; algunos fallecieron, mientras que otros se perdieron durante diferentes períodos de tiempo, incluyendo al mismísimo Mal y Karen.

#### Maxiserie 52
Cuatro semanas después de desaparecer en el espacio, mal sería rescatado accidentalmente gracias al rayo-transporte conocido como el Rayo Zeta, que normalmente utiliza Adam Strange para ir de Rann a la Tierra. Sus pulmones y cuerdas vocales fueron dañados después de que la Trompeta de Gabriel explotase en su cara. El cuerpo de Mal rechazó un injerto cibernético con las piezas de Tornado Rojo hasta queAcero utilizó su tecnología Pseudocita para injertar de forma permanente partes robóticas en el cuerpo del Mal.

#### Un año después
Después de los acontecimientos de Crisis Infinita, justamente un año completo a dicho evento, Mal se unió a la Doom Patrol junto a su esposa Bumblebee. Ahora recuperado, utilizando un nuevo alias llamándose asimismo Vox, Mal hablaba con una caja de voz sintetizada que podía crear inusualmente fuertes explosiones hipersónicas y dejar abiertos portales dimensionales, agujeros de gusano, y vórtices similares como los que llegó a crear con la Trompeta de Gabriel. Más tarde, en una edición más reciente del cómic de la Doom Patrol, Mal y Karen se habían divorciado.
Tras la disolución de la Doom Patrol, Bumblebee aparece como uno de los antiguos titanes que llegan a la Torre de los Titanes para repeler el ataque de Superboy Prime y a su recién formada Legión del mal.

### Los Nuevos 52/DC: Renacimiento

#### Titans: Hunt
El reinicio del Universo DC (denominado como Los Nuevos 52), mal es presentado como un premiado compositor de cine. Más tarde sería secuestrado por una nueva versión de Mister Twister, quién le revela que cuando era adolescente, Mal fue miembro de los Jóvenes Titanes originales bajo el nombre Herald. Los Titanes habían permitido que tanto sus recuerdos como el de su esposa karen y la de otros miembros del equipo fueran borrados con el fin para derrotar a Mister Twister, pero que ahora trataría de utilizar sus capacidades sonoras de Mal para completar un ritual que permitiría atraer al mundo real a una entidad demoníaca poderosa para poder dominar el mundo de los humanos. Cuando Karen y los antiguos Titanes llegan, son capaces de derrotar a Mister Twister de una vez por todas.

#### DC:Renacimiento
Recientemente, tras lo sucedido en la serie limitada Titans: Hunt (la historia sobre el villano "Mister Twister"), aparece junto a su esposa Karen en una misteriosa corporación que tiene como fachada tratar el gen-activo metahumano de quién sería su esposa Bumblebee, sin embargo, detrás de dicha organización no se percatan que se encuentran tras dicha fachada los denominados Cinco Temibles.

## Poderes y habilidades
Anteriormente, con su Trompeta de Gabriel podía abrir portales multi-interdimensionales y generar explosiones hipersónicas extraordinariamente poderosas. Ahora, su poder basa más en sus pulmones artificiales y caja de voz artificial para poder lograr el mismo poder destructivo, y su ensordecedor sonido para crear efectos de sonido y audio. También tiene entrenamiento en Kickboxing, Combate mano-a-mano, y está en una condición física excepcional. En la nueva continuidad, Mal posee habilidades sónicas y armónicas que proyecta usando su voz.

## Apariciones en otros medios

### Televisión
- Mal Duncan aparece en Los Jóvenes Titanes, con la voz de Khary Payton. Esta versión usa una máscara y es miembro honorario de los Jóvenes Titanes.
- Mal Duncan aparece en la serie de televisión Young Justice, con la voz de Kevin Michael Richardson. Introducido en el episodio "Targets", esta versión es inicialmente un estudiante de secundaria. A partir de la segunda temporada, Duncan se unió al equipo como coordinador de la misión.[22] En el episodio "Cornered", Duncan asume el traje y el equipo de Guardián después de que la mayoría del Equipo y la Liga de la Justicia fueron incapacitados por Despero y lucha contra el alienígena para ganar tiempo para que Superboy, Miss Martian y Zatanna desactiven a Despero. Duncan continúa operando como Guardián por el resto de la temporada antes de retirarse fuera de la pantalla a partir de Young Justice: Outsiders para centrarse en su relación con Karen Beecher y su hija Rhea.
- Mal Duncan también sería mencionado en la serie de televisión The Flash, en el episodio The Nuclear Man.

### Varios
- Mal Duncan como el Heraldo aparece en Teen Titans Go!.
- Mal Duncan como El Guardian hace apariciones sin hablar en DC Super Hero Girls como estudiante de Super Hero High.

## Miscelánea
- Como Heraldo, Mal Duncan protagonizó una historia en las páginas de Teen Titans Go!.